# Verrallina atria
Verrallina atria is een muggensoort uit de familie van de steekmuggen (Culicidae). De wetenschappelijke naam van de soort werd voor het eerst geldig gepubliceerd in 1928 door Philip James Barraud.